# NGC 1082-2
NGC 1082-2 is een compact sterrenstelsel in het sterrenbeeld Eridanus.

## Synoniemen
- MCG -1-8-4